# アルタグラシア・マンブル
ジーナ・アルタグラシア・マンブル・カシージャ（Gina Altagracia Mambrú Casilla , 1986年1月21日 - ）は、ドミニカ共和国の女子バレーボール選手。サントドミンゴ出身。ポジションはアウトサイドヒッター。ドミニカ共和国代表。

## 来歴
2005年、ジュニア代表入りし世界ジュニア選手権（U-20）で活躍。2008-09シーズンには、Vチャレンジリーグの上尾メディックスに入団し、得点王・スパイク賞に輝いた。2009年11月のグラチャンバレーではエーススパイカーとしてチーム銅メダル獲得に大きく貢献した。

## 球歴
- オリンピック - 2012年
- 世界選手権 - 2010年、2014年
- ワールドカップ - 2015年
- グラチャン - 2009年、2013年
- ワールドグランプリ - 2009年、2010年、2011年、2012年、2013年、2014年、2017年

## 受賞歴
- 2009年 - 2008/09 Vチャレンジリーグ 得点王、スパイク賞
- 2010年 - 2010年バレーボール女子世界選手権北中米地区予選（優勝） MVP、サーブ賞
- 2013年 - グラチャン ベストオポジット賞

## 所属クラブ
- Los Cachorros（2001-2005年）
- Voley Sanse Mepaban（2006-2007年）
- Distrito Nacional Women（2007年）
- Sportway Challengers（2008年）
- Centro Deportivo Nacional（2008年）
- 上尾メディックス（2008-2009年）
- Vôlei Futuro （2009-2010年）
- Distrito Nacional Women（2010年）
- Pinkin de Corozal（2013年）
- Lancheras de Cataño（2014年）
- ベシクタシュ（2014-2015年）
- Mirador（2015年）
- Neruda Volley（2015-2016年）
- Pgn Popsivo Polwan（2016-2017年、2019-2020年）
- Ilbank Volleyball Club turquia（2020-2021年）
- Jakarta Mandiri Popsivo Polwan（2022年）
- ALS Volleyball Club Turquía（2022-2023年）
- HO CHI MING Volleyball Club Vietnam（2023年）